# Dimos Topeiros
Dimos Topeiros (Topeiros) är en kommun i Grekland.   Den ligger i prefekturen Nomós Xánthis och regionen Östra Makedonien och Thrakien, i den nordöstra delen av landet, 300 km norr om huvudstaden Aten. Antalet invånare är 12 223. Arean är 313 kvadratkilometer.
Terrängen i Dimos Topeiros är varierad.